# 華晨中國
華晨中國汽車控股有限公司（港交所：1114、OTCBB：BCAHY
），簡稱華晨中國，是一家在香港交易所上市的工業公司，主要業務為製造及銷售輕型客車、轎車及汽車零部件，為中國汽车製造商华晨汽车集团控股有限公司旗下的控股公司。
2010年，華晨中國旗下的華晨寶馬與寶馬成立汽車金融公司寶馬汽車金融（中國），註冊資本為5億元人民幣，兩方分別佔42%和58%的股權。
2017年7月4日華晨中國與雷諾訂立框架合作協議，雷諾同意以1元人民幣收購，瀋陽華晨金杯汽車有限公司之49%股本權益
2018年10月11日宝马集团斥資36億歐元（約326億港元）（約290億元人民幣）增持與華晨中國汽車組成的合資企業華晨寶馬25%股權，交易完成後宝马集团的持股比例將由現時的50%增至75%，此外，合資公司的合同期限將從原來的2028年延長至2040年。

## 外部連結
- 華晨中國汽車控股有限公司網站 （页面存档备份，存于）